# Eugenia cristalensis
Eugenia cristalensis är en myrtenväxtart som beskrevs av Ignatz Urban. Eugenia cristalensis ingår i släktet Eugenia och familjen myrtenväxter. Inga underarter finns listade i Catalogue of Life.